# Robert Schmelck
Robert Marie Jean Pierre Schmelck, né le 25 août 1915 à Sarreguemines et mort le 7 novembre 1990 à Charenton-le-Pont, est un magistrat français. Il est Premier président de la Cour de cassation de 1980 à 1984.

## Biographie
D'abord avocat au barreau, en 1937, il commence sa carrière de magistrat à Beauvais en 1943. Délégué au ministère de la Justice en 1944, il est détaché au commissariat des affaires allemandes et autrichiennes puis au ministère des Affaires étrangères de 1946 à 1955. Membre de la délégation française au Comité Intérimaire pour l'Organisation de la Communauté européenne de défense en 1955, il est chargé de mission et conseiller technique au cabinet des gardes des Sceaux Robert Schuman (1955), Robert Lecourt (1957-1959) et Edmond Michelet (1959-1960). Le 2 février 1960, il est nommé procureur général près la Cour d'appel d'Alger.
Il est directeur de l'Administration pénitentiaire du 6 novembre 1961 au 16 juillet 1964. Nommé avocat général à la Cour de cassation le 23 mai 1964, il est le directeur de cabinet du garde des Sceaux Jean Lecanuet de mai 1974 à novembre 1975. Promu premier avocat général à la Cour de cassation le 4 novembre 1975, il est nommé procureur général le 19 novembre 1978, puis enfin Premier président à compter du 7 septembre 1980. Il prend sa retraite au 1er janvier 1984.
Il a également été maire de Philippsbourg.

## Décorations
- Grand officier de la Légion d'honneur, le 14 juillet 1987.

## Pour approfondir